# کانگ نام ۱
کانگ نام ۱ (به انگلیسی: Kang Nam 1) یک کشتی است که طول آن ۸۶ متر (۲۸۲ فوت ۲ اینچ) می‌باشد.